# Higinio de Rivera Sempere
Higinio de Rivera Sempere (Santa Cristina de Lavadores (Vigo), 1843 – Les Corts de Sarrià, 21 de maig del 1911) va ser un militar d'origen gallec que comandà la guarnició militar de Puigcerdà des del 1884 fins al 1891. Assolí el grau militar de general de divisió i el post de governador militar de Girona.
Casat amb Júlia Juer Tarragó, ocupà el càrrec de cap militar de Puigcerdà, i sota el seu comandament s'enderrocaren una bona part de les muralles de la vila per donar pas al nou eixamplament de Puigcerdà. Amant del cavalls, fou propietari d'una quadra de cria, reconeguda a nivell europeu (un dels seus cavalls, Fadrineta, guanyà el derby de Deauville (1890) i els grans premis de Barcelona i Madrid del 1891) a la seva finca de Ro (Alta Cerdanya). Fou promotor de la primera Festa de l'Estany i de la construcció d'un hipòdrom, la qual cosa li valgué ser nomenat Fill Adoptiu de Puigcerdà el 9 de novembre de 1891. La població també dedicà un carrer a la seva memòria.